# Winnie l'ourson : Lumpy fête Halloween
Pour plus de détails, voir Fiche technique et Distribution.
Winnie l'ourson : Lumpy fête Halloween ou Winnie et l'Éfélant fêtent l'Halloween au Québec (Pooh's Heffalump Halloween Movie) est un long-métrage d'animation des studios Disney sorti directement en vidéo en 2005. 
Il réutilise le moyen-métrage Winnie l'ourson : Hou ! Bouh ! Et re-bouh ! (Winnie the Pooh : Boo to You Too!, 1996). 

## Synopsis
Halloween arrive, et Lumpy ne l'a jamais fêté. Alors que Coco Lapin fait un plan pour distribuer le travail à tout le monde, Tigrou raconte l'histoire terrifiante du Gobeur ce qui effraie Lumpy. Pendant que Coco Lapin, Bourriquet, Tigrou, Porcinet et Petit Gourou calment notre petit éfélant, le gourmand Winnie mange tous les sacs des bonbons. Coco Lapin s'est mis en colère. Nos amis Petit Gourou et Lumpy devront donc sauver la fête d'Halloween en capturant le Gobeur pour avoir des friandises.

## Fiche technique
- Titre original : Pooh's Heffalump Halloween Movie
- Titre français : Winnie l'ourson : Lumpy fête Halloween
- Titre québécois : Winnie et l'Éfélant fêtent l'Halloween
- Scénario : Evan Spiliotopoulos
- Producteur : Walt Disney Pictures, DisneyToon Studios
- Distributeur : Buena Vista Home Entertainment
- Dates de sortie :
  - États-Unis : 13 septembre 2006
  - France : 5 octobre 2005
- Durée : 63 minutes

## Distribution

### Voix originales
- Jim Cummings : Winnie l'ourson / Tigrou
- John Fiedler : Porcinet
- Kath Soucie : Maman Gourou
- Nikita Hopkins : Petit Gourou
- Ken Sansom : Coco Lapin
- Peter Cullen : Bourriquet
- Kyle Stanger : Lumpy

### Voix françaises
- Roger Carel : Winnie l'ourson / Coco Lapin
- Patrick Préjean :  Tigrou
- Hervé Rey :  Porcinet
- Céline Monsarrat : Maman Gourou
- Kilean Lebon : Petit Gourou
- Wahid Lamamra : Bourriquet
- Lewis Weill : Lumpy

### Voix québécoises
- Pierre Lacasse : Winnie l'ourson
- Daniel Picard : Tigrou
- François-Nicolas Dolan : Petit Gourou
- Alexandre Bacon : Lumpy
- Daniel Lesourd : Porcinet
- Denis Michaud : Coco Lapin
- Vincent Potel : Bourriquet
- Carole Chatel : Maman Gourou
- Pierre Verville : La Taupe
- Robert Maltais : Narrateur